# James Murdoch
James Rupert Jacob Murdoch (nascut el 13 de desembre de 1972) és un home de negocis britànic-americà.
Murdoch va néixer al Regne Unit. És el fill més jove de Rupert Murdoch. Als tretze any son pare va canviar la seva ciutadania i la del fill. L'any 1985, el seu pare va deixar la seva ciutadania australiana per esdevenir un ciutadà dels Estats Units.
Ha treballat en els negocis internacionals de la seva família. El 2012 va haver de deixar la presidència del grup Sky després d'un escàndol de furoneria de comunicacions telefòniques per tal d'obtenir notícies. Ofcom, el servei públic britànic de supervisió de les emissores i telecomunicacions, va dir: «La conducta de James Murdoch a diverse ocasions va ser inferior a l'estàndard que s'esperava del conseller delegat i del president.»
El juliol 2020 va abandonar el consell d'administració del grup familiar News Corp (casa mare de Fox News, New York Post, Wall Street Journal i el London Times) en discrepar amb la línia ultraconservadora de son pare Rupert i de son germà gran Lachlan. Es troba més afí al Partit Democràtic i entre d'altres no comparteix l'escepticisme de Rupert sobre el canvi climàtic.